# اشموغ
اشموغ یا اهلوغ در آئین زرتشت، دیو بدعت‌گذار است و از دیوانی به‌شمار می‌رود که در پایان جهان سوشیانت با او به ستیز بر می خیزد و او را در سوراخی زندانی می‌کند.